# Società Sportiva Calcio Napoli 1998-1999
Questa voce raccoglie le informazioni riguardanti la Società Sportiva Calcio Napoli nelle competizioni ufficiali della stagione 1998-1999.

## Stagione
La stagione 1998-1999 è stato il primo campionato di Serie B disputato dal Napoli dopo 33 anni. L'ultima apparizione nel campionato cadetto per i partenopei, infatti, risaliva alla stagione 1964-1965. Per tentare un'immediata risalita nella categoria maggiore il Presidente del Napoli, Corrado Ferlaino ha deciso di affidare la scrivania di direttore sportivo all'ex capitano e bandiera del Napoli Antonio Juliano, il quale ha scelto come allenatore l'esperto Renzo Ulivieri che bene aveva fatto in Serie A con il Bologna. La campagna acquisti è stata incentrata su calciatori di categoria superiore ma ormai sul viale del tramonto, come l'attaccante Roberto Murgita ed i centrocampisti Cristiano Scapolo e Igor Shalimov che poco hanno dato alla causa.
Il Napoli si è ritrovato alla fine del girone d'andata con 27 punti e solo due vittorie interne, ottenute contro Genoa e Lucchese, sempre lontano dal quarto posto, il limite che significava la promozione. Nel girone di ritorno, i partenopei si ritrovano ancora più lontani dalle zone nobili della classifica, ed a farne le spese è stato il tecnico Renzo Ulivieri, che è stato esonerato per lasciare il posto a Vincenzo Montefusco, il quale ha accompagnato nelle ultime tre partite del campionato, la squadra biancoazzurra verso una anonima posizione di centro classifica, per la statistica il nono posto con 51 punti. Nella Coppa Italia i partenopei fuori nel primo turno eliminati dalla Lucchese.

## Divise e sponsor
Lo sponsor ufficiale è Polenghi e il fornitore tecnico è Nike.
| Casa | Trasferta | Terza divisa |  |

## Organigramma societario
Area sportiva
- Amministratore unico: Federico Scalingi
- Direttore generale: Antonio Juliano
- Direttore Sportivo: Francesco Grillo
- Responsabili stampa: Carlo Iuliano e Gianluca Vigliotti
- Segretario sportivo: Alberto Vallefuoco
- Azionista di maggioranza: Corrado Ferlaino

Area tecnica
- Allenatore: Renzo Ulivieri, dalla 36ª Vincenzo Montefusco
- Allenatore in seconda: Walter Mazzarri, fino alla 36ª

## Rosa
| N. |                     | Ruolo | Calciatore                       |
| -- | ------------------- | ----- | -------------------------------- |
| 1  | Italia (bandiera)   | P     | Giuseppe Taglialatela (capitano) |
| 2  | Italia (bandiera)   | D     | Daniele Daino                    |
| 3  | Italia (bandiera)   | D     | Raffaele Sergio                  |
| 4  | Italia (bandiera)   | C     | Fabio Rossitto                   |
| 5  | Italia (bandiera)   | C     | Roberto Goretti                  |
| 6  | Norvegia (bandiera) | D     | Steinar Nilsen                   |
| 7  | Italia (bandiera)   | C     | Francesco Turrini                |
| 8  | Italia (bandiera)   | D     | Mauro Facci                      |
| 9  | Italia (bandiera)   | A     | Roberto Murgita                  |
| 10 | Italia (bandiera)   | A     | Claudio Bellucci                 |
| 11 | Italia (bandiera)   | A     | Massimiliano Esposito            |
| 12 | Italia (bandiera)   | P     | Ferdinando Coppola               |
| 13 | Italia (bandiera)   | D     | Luigi Panarelli                  |
| 13 | Italia (bandiera)   | D     | Antonio Bocchetti                |
| 14 | Italia (bandiera)   | C     | Luca Altomare                    |
| 15 | Italia (bandiera)   | D     | Francesco Baldini                |
| 16 | Italia (bandiera)   | D     | Luigi Malafronte                 |
| 17 | Italia (bandiera)   | P     | Luca Mondini                     |
| 18 | Italia (bandiera)   | A     | Gianluca Triuzzi                 |

| N. |                     | Ruolo | Calciatore           |
| -- | ------------------- | ----- | -------------------- |
| 18 | Italia (bandiera)   | A     | Sebastiano Vecchiola |
| 19 | Italia (bandiera)   | D     | Nicola Mora          |
| 20 | Italia (bandiera)   | C     | Gennaro Scarlato     |
| 20 | Italia (bandiera)   | D     | Davide Mezzanotti    |
| 21 | Italia (bandiera)   | D     | Alessandro Sbrizzo   |
| 22 | Italia (bandiera)   | C     | Angelo Paradiso      |
| 23 | Italia (bandiera)   | C     | Cristiano Scapolo    |
| 24 | Russia (bandiera)   | C     | Igor' Šalimov        |
| 25 | Italia (bandiera)   | C     | Carmelo Imbriani     |
| 25 | Italia (bandiera)   | D     | Paolo Cannavaro      |
| 26 | Italia (bandiera)   | D     | Giovanni Lopez       |
| 27 | Italia (bandiera)   | D     | Emanuele Pesaresi    |
| 28 | Germania (bandiera) | C     | Thorsten Flick       |
| 29 | Italia (bandiera)   | D     | Emanuele Troise      |
| 30 | Italia (bandiera)   | A     | Stefan Schwoch       |
| 31 | Italia (bandiera)   | C     | Oscar Magoni         |
| 32 | Italia (bandiera)   | C     | Bruno Di Napoli      |
| 33 | Italia (bandiera)   | C     | Luigi Numerato       |
| 34 | Italia (bandiera)   | A     | Massimo Perna        |

## Calciomercato

### Sessione estiva(dall'1/7 al 30/10)
| Cessioni | Cessioni             | Cessioni              | Cessioni          |
| R.       | Nome                 | a                     | Modalità          |
| -------- | -------------------- | --------------------- | ----------------- |
| C        | Massimiliano Allegri | Pescara               |                   |
| D        | Roberto Ayala        | Milan                 | definitivo        |
| C        | Aljoša Asanović      | Panathīnaïkos         |                   |
| D        | Bertrand Crasson     | Anderlecht            | fine contratto    |
| P        | Raffaele Di Fusco    |                       | fine carriera     |
| C        | Raffaele Longo       | Parma                 | compartecipazione |
| D        | William Prunier      | Kortrijk              |                   |
| D        | Guglielmo Stendardo  | Sampdoria             |                   |
| D        | Damir Stojak         | Eintracht Francoforte | prestito          |

### Sessione invernale
| Acquisti | Acquisti             | Acquisti | Acquisti   |
| R.       | Nome                 | da       | Modalità   |
| -------- | -------------------- | -------- | ---------- |
| A        | Stefan Schwoch       | Venezia  | definitivo |
| C        | Oscar Magoni         | Bologna  | definitivo |
| D        | Davide Mezzanotti    | Vicenza  | definitivo |
| A        | Sebastiano Vecchiola | Genoa    | definitivo |

| Cessioni | Cessioni         | Cessioni       | Cessioni   |
| R.       | Nome             | a              | Modalità   |
| -------- | ---------------- | -------------- | ---------- |
| C        | Carmelo Imbriani | Genoa          | definitivo |
| D        | Luigi Panarelli  | Fidelis Andria | definitivo |
| A        | Gianluca Triuzzi | Palermo        |            |

## Risultati

### Serie B

#### Girone di andata
| Arbitro: | Serena (Bassano del Grappa) |

|            |           |                      |
| Nilsen 11’ | Marcatori | 26’ Riccio 28’ Tatti |

| Arbitro: | Strazzera (Trapani) |

|  |           |              |
|  | Marcatori | 59’ Paradiso |

| Arbitro: | Sputore (Vasto) |

|                        |           |                      |
| M. Esposito 43’ (rig.) | Marcatori | 49’ (rig.) Lorenzini |

| Arbitro: | Castellani (Verona) |

|  |           |             |
|  | Marcatori | 81’ Turrini |

| Napoli 3 ottobre 1998 5ª giornata | Napoli          | 0 – 0 referto | Atalanta | Stadio San Paolo (30 648 spett.)\| Arbitro: \| Sirotti (Forlì) \| |
| Arbitro:                          | Sirotti (Forlì) |               |          |                                                                   |

| Cesena 11 ottobre 1998 6ª giornata | Cesena              | 0 – 0 referto | Napoli | Stadio Dino Manuzzi (10 657 spett.)\| Arbitro: \| Castellani (Verona) \| |
| Arbitro:                           | Castellani (Verona) |               |        |                                                                          |

| Arbitro: | Guiducci (Arezzo) |

|                 |           |                |
| C. Bellucci 10’ | Marcatori | 37’ Mau. Rossi |

| Arbitro: | Sputore (Vasto) |

|                            |           |              |
| Cucciari 20’ Tovalieri 67’ | Marcatori | 74’ Scarlato |

| Arbitro: | Serena (Bassano del Grappa) |

|                 |           |           |
| C. Bellucci 93’ | Marcatori | 91’ Manca |

| Brescia 15 novembre 1998 10ª giornata | Brescia             | 0 – 0 referto | Napoli | Stadio Mario Rigamonti (8 840 spett.)\| Arbitro: \| Strazzera (Trapani) \| |
| Arbitro:                              | Strazzera (Trapani) |               |        |                                                                            |

| Arbitro: | Bonfrisco (Monza) |

|                      |           |             |
| C. Bellucci 20’, 65’ | Marcatori | 45+3’ Pirri |

| Arbitro: | Fausti (Milano) |

|  |           |                         |
|  | Marcatori | 87’ Turrini 95’ Scapolo |

| Napoli 5 dicembre 1998, ore 14:30 13ª giornata | Napoli            | 0 – 0 referto | Torino | Stadio San Paolo (39 970 spett.)\| Arbitro: \| Guiducci (Arezzo) \| |
| Arbitro:                                       | Guiducci (Arezzo) |               |        |                                                                     |

| Arbitro: | Sputore (Vasto) |

|                          |           |                                            |
| Triuzzi 56’ Pesaresi 86’ | Marcatori | 55’, 79’ Bizzarri 75’ Biliotti 90’ Roberts |

| Arbitro: | Paparesta (Bari) |

|                                       |           |                        |
| Conticchio 67’ Casale 77’, 91’ (rig.) | Marcatori | 72’ (rig.) M. Esposito |

| Arbitro: | Branzoni (Pavia) |

|                          |           |            |
| Rossitto 53’ Schwoch 65’ | Marcatori | 47’ Foglia |

| Arbitro: | Branzoni (Pavia) |

|  |           |              |
|  | Marcatori | 63’ Paradiso |

| Napoli 17 gennaio 1999 18ª giornata | Napoli                      | 0 – 0 referto | Verona | Stadio San Paolo (45 152 spett.)\| Arbitro: \| Serena (Bassano del Grappa) \| |
| Arbitro:                            | Serena (Bassano del Grappa) |               |        |                                                                               |

| Arbitro: | Pirrone (Messina) |

|                 |           |              |
| Ghirardello 63’ | Marcatori | 72’ Pesaresi |

#### Girone di ritorno
| Arbitro: | Paparesta (Bari) |

|                  |           |  |
| De Francesco 71’ | Marcatori |  |

| Arbitro: | Serena (Bassano del Grappa) |

|                             |           |  |
| C. Bellucci 12’ Turrini 84’ | Marcatori |  |

| Arbitro: | Pin (Conegliano) |

|                        |           |                    |
| Artico 31’ Martino 33’ | Marcatori | 84’ (rig.) Turrini |

| Arbitro: | Tombolini (Ancona) |

|                  |           |  |
| Turrini 53’, 64’ | Marcatori |  |

| Arbitro: | Branzoni (Pavia) |

|            |           |             |
| Caccia 75’ | Marcatori | 63’ Scapolo |

| Arbitro: | Rosetti (Torino) |

|                    |           |  |
| Turrini 40’ (rig.) | Marcatori |  |

| Arbitro: | Guiducci (Arezzo) |

|                |           |                 |
| Bortoluzzi 33’ | Marcatori | 27’ C. Bellucci |

| Arbitro: | Pirrone (Messina) |

|             |           |  |
| Schwoch 67’ | Marcatori |  |

| Arbitro: | Sputore (Vasto) |

|                                    |           |             |
| Florijančič 45’ Tudisco 95’ (rig.) | Marcatori | 76’ Schwoch |

| Arbitro: | Pin (Conegliano) |

|                        |           |  |
| Murgita 3’ Schwoch 59’ | Marcatori |  |

| Arbitro: | Preschern (Mestre) |

|           |           |             |
| Nappi 11’ | Marcatori | 79’ Šalimov |

| Napoli 25 aprile 1999 31ª giornata | Napoli            | 0 – 0 referto | Chievo | Stadio San Paolo (23 741 spett.)\| Arbitro: \| Bonfrisco (Monza) \| |
| Arbitro:                           | Bonfrisco (Monza) |               |        |                                                                     |

| Arbitro: | Dagnello (Trieste) |

|                                |           |                            |
| Bonomi 35’ Ferrante 39’, 90+3’ | Marcatori | 2’ Šalimov 70’ M. Esposito |

| Arbitro: | Fausti (Milano) |

|              |           |              |
| Dell'Anno 3’ | Marcatori | 90+3’ Magoni |

| Arbitro: | Pin (Conegliano) |

|                             |           |                     |
| Mora 25’ Schwoch 60’ (rig.) | Marcatori | 32’ Sesa 42’ Casale |

| Arbitro: | Guiducci (Arezzo) |

|                                  |           |                          |
| N. Tarantino 11’, 22’ 81’ (rig.) | Marcatori | 24’ Pesaresi 70’ Schwoch |

| Arbitro: | Rosetti (Torino) |

|                    |           |                   |
| Turrini 22’ (rig.) | Marcatori | 5’ Lemme 50’ Oddo |

| Arbitro: | De Santis (Tivoli) |

|             |           |  |
| Marasco 23’ | Marcatori |  |

| Arbitro: | Dagnello (Trieste) |

|                         |           |           |
| Turrini 38’, 60’ (rig.) | Marcatori | 89’ Puaca |

### Coppa Italia
| Arbitro: | Cesari (Genova) |

|               |           |                             |
| Paci 12’, 36’ | Marcatori | 81’ Murgita 83’ C. Bellucci |

| Arbitro: | Paparesta (Bari) |

|  |           |                        |
|  | Marcatori | 6’ Giampà 59’ Colacone |

## Statistiche

### Statistiche di squadra
| Competizione | Punti | In casa | In casa | In casa | In casa | In casa | In casa | In trasferta | In trasferta | In trasferta | In trasferta | In trasferta | In trasferta | Totale | Totale | Totale | Totale | Totale | Totale | DR |
| Competizione | Punti | G       | V       | N       | P       | Gf      | Gs      | G            | V            | N            | P            | Gf           | Gs           | G      | V      | N      | P      | Gf     | Gs     | DR |
| ------------ | ----- | ------- | ------- | ------- | ------- | ------- | ------- | ------------ | ------------ | ------------ | ------------ | ------------ | ------------ | ------ | ------ | ------ | ------ | ------ | ------ | -- |
| Serie B      | 51    | 19      | 8       | 8       | 3       | 23      | 16      | 19           | 4            | 7            | 8            | 18           | 22           | 38     | 12     | 15     | 11     | 41     | 38     | +3 |
| Coppa Italia | -     | 1       | 0       | 0       | 1       | 0       | 2       | 1            | 0            | 1            | 0            | 2            | 2            | 2      | 0      | 1      | 1      | 2      | 4      | -2 |
| Totale       | -     | 20      | 8       | 8       | 4       | 23      | 18      | 20           | 4            | 8            | 8            | 20           | 24           | 40     | 12     | 16     | 12     | 43     | 42     | +1 |

### Andamento in campionato
| Giornata  | 1  | 2 | 3  | 4 | 5 | 6 | 7 | 8  | 9  | 10 | 11 | 12 | 13 | 14 | 15 | 16 | 17 | 18 | 19 | 20 | 21 | 22 | 23 | 24 | 25 | 26 | 27 | 28 | 29 | 30 | 31 | 32 | 33 | 34 | 35 | 36 | 37 | 38 |
| --------- | -- | - | -- | - | - | - | - | -- | -- | -- | -- | -- | -- | -- | -- | -- | -- | -- | -- | -- | -- | -- | -- | -- | -- | -- | -- | -- | -- | -- | -- | -- | -- | -- | -- | -- | -- | -- |
| Luogo     | C  | T | C  | T | C | T | C | T  | C  | T  | C  | T  | C  | C  | T  | C  | T  | C  | T  | T  | C  | T  | C  | T  | C  | T  | C  | T  | C  | T  | C  | T  | T  | C  | T  | C  | T  | C  |
| Risultato | P  | V | N  | V | N | N | N | P  | N  | N  | V  | V  | N  | P  | P  | V  | V  | N  | N  | P  | V  | P  | V  | N  | V  | N  | V  | P  | V  | N  | N  | P  | N  | N  | P  | P  | P  | V  |
| Posizione | 13 | 7 | 10 | 4 | 6 | 7 | 8 | 10 | 12 | 12 | 8  | 7  | 8  | 11 | 11 | 11 | 10 | 10 | 10 | 10 | 10 | 10 | 9  | 10 | 10 | 10 | 8  | 8  | 8  | 8  | 9  | 9  | 9  | 9  | 9  | 9  | 9  | 9  |

Fonte: http://calcio-seriea.net/allenatori_squadra/1998/2861/
Legenda:

Luogo: C = Casa; T = Trasferta. Risultato: V = Vittoria; N = Pareggio; P = Sconfitta.

### Statistiche dei giocatori
| Giocatore       | Serie B  | Serie B | Serie B     | Serie B    | Coppa Italia | Coppa Italia | Coppa Italia | Coppa Italia | Totale   | Totale | Totale      | Totale     |
| Giocatore       | Presenze | Reti    | Ammonizioni | Espulsioni | Presenze     | Reti         | Ammonizioni  | Espulsioni   | Presenze | Reti   | Ammonizioni | Espulsioni |
| --------------- | -------- | ------- | ----------- | ---------- | ------------ | ------------ | ------------ | ------------ | -------- | ------ | ----------- | ---------- |
| L. Altomare     | 29       | 0       | ?           | ?          | 2            | 0            | ?            | ?            | 31       | 0      | ?           | ?          |
| F. Baldini      | 24       | 0       | ?           | ?          | 2            | 0            | ?            | ?            | 26       | 0      | ?           | ?          |
| C. Bellucci     | 26       | 6       | ?           | ?          | 2            | 1            | ?            | ?            | 28       | 7      | ?           | ?          |
| P. Cannavaro    | 2        | 0       | ?           | ?          | -            | -            | -            | -            | 2        | 0      | 0+          | 0+         |
| F. Coppola      | 2        | -2      | ?           | ?          | -            | -            | -            | -            | 2        | -2     | 0+          | 0+         |
| D. Daino        | 35       | 0       | ?           | ?          | 1            | 0            | ?            | ?            | 36       | 0      | ?           | ?          |
| B. Di Napoli    | 1        | 0       | ?           | ?          | -            | -            | -            | -            | 1        | 0      | 0+          | 0+         |
| M. Esposito     | 20       | 3       | ?           | ?          | 2            | 0            | ?            | ?            | 22       | 3      | ?           | ?          |
| M. Facci        | 21       | 0       | ?           | ?          | 2            | 0            | ?            | ?            | 23       | 0      | ?           | ?          |
| T. Flick        | 2        | 0       | ?           | ?          | -            | -            | -            | -            | 2        | 0      | 0+          | 0+         |
| R. Goretti      | 3        | 0       | ?           | ?          | 2            | 0            | ?            | ?            | 5        | 0      | ?           | ?          |
| C. Imbriani     | 1        | 0       | ?           | ?          | -            | -            | -            | -            | 1        | 0      | 0+          | 0+         |
| G. Lopez        | 27       | 0       | ?           | ?          | -            | -            | -            | -            | 27       | 0      | 0+          | 0+         |
| O. Magoni       | 17       | 1       | ?           | ?          | -            | -            | -            | -            | 17       | 1      | 0+          | 0+         |
| L. Malafronte   | 5        | 0       | ?           | ?          | 2            | 0            | ?            | ?            | 7        | 0      | ?           | ?          |
| D. Mezzanotti   | 5        | 0       | ?           | ?          | -            | -            | -            | -            | 5        | 0      | 0+          | 0+         |
| L. Mondini      | 21       | -20     | ?           | ?          | -            | -            | -            | -            | 21       | -20    | 0+          | 0+         |
| N. Mora         | 23       | 1       | ?           | ?          | -            | -            | -            | -            | 23       | 1      | 0+          | 0+         |
| R. Murgita      | 19       | 1       | ?           | ?          | 2            | 1            | ?            | ?            | 21       | 2      | ?           | ?          |
| S. Nilsen       | 26       | 1       | ?           | ?          | 2            | 0            | ?            | ?            | 28       | 1      | ?           | ?          |
| L. Numerato     | 1        | 0       | ?           | ?          | -            | -            | -            | -            | 1        | 0      | 0+          | 0+         |
| L. Panarelli    | 3        | 0       | ?           | ?          | 2            | 0            | ?            | ?            | 5        | 0      | ?           | ?          |
| A. Paradiso     | 29       | 2       | ?           | ?          | 1            | 0            | ?            | ?            | 30       | 2      | ?           | ?          |
| M. Perna        | 1        | 0       | ?           | ?          | -            | -            | -            | -            | 1        | 0      | 0+          | 0+         |
| E. Pesaresi     | 21       | 3       | ?           | ?          | -            | -            | -            | -            | 21       | 3      | 0+          | 0+         |
| F. Rossitto     | 25       | 1       | ?           | ?          | 2            | 0            | ?            | ?            | 27       | 1      | ?           | ?          |
| A. Sbrizzo      | 3        | 0       | ?           | ?          | -            | -            | -            | -            | 3        | 0      | 0+          | 0+         |
| C. Scapolo      | 25       | 2       | ?           | ?          | -            | -            | -            | -            | 25       | 2      | 0+          | 0+         |
| G. Scarlato     | 13       | 1       | ?           | ?          | -            | -            | -            | -            | 13       | 1      | 0+          | 0+         |
| S. Schwoch      | 22       | 6       | ?           | ?          | -            | -            | -            | -            | 22       | 6      | 0+          | 0+         |
| R. Sergio       | 2        | 0       | ?           | ?          | -            | -            | -            | -            | 2        | 0      | 0+          | 0+         |
| I. Shalimov     | 19       | 2       | ?           | ?          | 1            | 0            | ?            | ?            | 20       | 2      | ?           | ?          |
| G. Taglialatela | 16       | -16     | ?           | ?          | 2            | -4           | ?            | ?            | 18       | -20    | ?           | ?          |
| G. Triuzzi      | 4        | 1       | ?           | ?          | -            | -            | -            | -            | 4        | 1      | 0+          | 0+         |
| F. Turrini      | 29       | 10      | ?           | ?          | 1            | 0            | ?            | ?            | 30       | 10     | ?           | ?          |